# Pipit de Nouvelle-Guinée
Anthus gutturalis
Espèce
Statut de conservation UICN

 LC  : Préoccupation mineure
Le Pipit de Nouvelle-Guinée (Anthus gutturalis) est une espèce de passereaux de la famille des Motacillidae qui vit en Nouvelle-Guinée.

## Sous-espèces
D'après la classification de référence (version 5.2, 2015) du Congrès ornithologique international, cette espèce est constituée des sous-espèces suivantes (ordre phylogénique) :
- Anthus gutturalis gutturalis De Vis 1894 ;
- Anthus gutturalis rhododendri Mayr 1931 ;
- Anthus gutturalis wollastoni Ogilvie-Grant 1913.

## Habitat
L'habitat du Pipit de Nouvelle-Guinée, qui est une espèce terrestre, s'étend sur 20 000 à 50 000 km2.

## Population et conservation
Bien que les individus n'aient jamais été dénombrés, l'espèce est considérée comme ne subissant aucune menace d'extinction.